# Bassia odontoptera
Bassia odontoptera är en amarantväxtart som först beskrevs av Alexander Gustav von Schrenk, och fick sitt nu gällande namn av Helmut E. Freitag och G. Kadereit. Bassia odontoptera ingår i släktet kvastmållor, och familjen amarantväxter. Inga underarter finns listade i Catalogue of Life.